# سفورد (آلاباما)
سفورد (به انگلیسی: Safford) یک منطقهٔ مسکونی در ایالات متحده آمریکا است که در شهرستان دالاس، آلاباما واقع شده‌است. سفورد ۷۰٫۱ متر بالاتر از سطح دریا واقع شده‌است.